# Amadeo Ortega
Amadeo Ortega (? – 1983. október 17.), paraguayi válogatott labdarúgó.
A paraguayi válogatott tagjaként részt vett az 1930-as világbajnokságon.

## Külső hivatkozások
- Amadeo Ortega a FIFA.com honlapján Archiválva 2015. február 5-i dátummal a Wayback Machine-ben